# Let Me Roll It
Let Me Roll It è il brano di chiusura del lato A dell'album Band on the Run dei Wings, pubblicato dalla Apple Records nel 1973. La canzone è stata composta da Paul McCartney.

## Il brano

### Composizione
Anche se smentito dall'autore, Let Me Roll It è stata considerata la canzone che "fa eco" alla produzione del 33 giri John Lennon/Plastic Ono Band e del 45 giri Cold Turkey, ambedue di John Lennon. Infatti, ci sono punti in comune proprio per l'uso dell'effetto eco, di un basso elettrico mixato alto e dei suoni "pungenti" delle chitarre solista. In particolar modo, McCartney si è soffermato sul fatto che l'eco non sia un "territorio esclusivo" dell'ex-beatle. Inoltre, sull'album Walls and Bridges di John, pubblicato nel 1974, la traccia Beef Jerky contiene un riff di chitarra molto simile a quello di Let Me Roll It; il passaggio aveva fatto nascere la canzone di McCartney. Il verso che poi ha dato il nome al brano è stato ispirato da una frase apparsa sulla traccia di apertura dell'album All Things Must Pass di George Harrison, I'd Have You Anytime. Il luogo della composizione è la High Park Farm in Scozia.

### Pubblicazione
Oltre all'inclusione su Band on the Run del 1973 come quinta traccia, l'anno seguente, il 14 febbraio, Let Me Roll It venne pubblicata come b-side di Jet, di gran successo commerciale. Nel 2001, la canzone venne inclusa nella compilation Wingspan: Hits and History; nel 2007, è apparsa sul box-set The McCartney Years. Cavallo di battaglia dei concerti del musicista, sono stati numerosi gli album live nei quali il brano Let Me Roll It è stato incluso:
- Su Wings over America dei Wings, pubblicato nel 1976 su etichetta Parlophone
- Su Paul Is Live di Paul McCartney, pubblicato nel 1993 su etichetta Universal Records
- Su Back in the U.S. di McCartney, pubblicato nel 2002 su etichetta Universal
- Su Back in the U.S. di McCartney, pubblicato nel 2003 su etichetta Universal
- Su Paul McCartney in Red Square di McCartney, pubblicato nel 2005 su etichetta A&E Home Video
- Su Good Evening New York City di McCartney, pubblicato nel 2010 su etichetta Universal[3][4]

## Formazione
- Paul McCartney: voce, chitarra, basso elettrico, batteria
- Denny Laine: cori, chitarra
- Linda McCartney: cori, tastiere[1]